# Ђерекаре (Тутин)
Ђерекаре је насеље у Србији у општини Тутин у Рашком округу. Према попису из 2022. било је 488 становника. Име места потиче од грчке речи дерекар која значи соколар.

## Демографија
У насељу Ђерекаре живи 322 пунолетна становника, а просечна старост становништва износи 29,4 година (29,2 код мушкараца и 29,7 код жена). У насељу има 91 домаћинство, а просечан број чланова по домаћинству је 5,69.
Ово насеље је у потпуности насељено Бошњацима (према попису из 2002. године).
У Ђерекару живе породице: Адемовићи, Ахметовићи, Авдићи, Дестановићи, Халиловићи, Хусовићи, Јашаревићи, Куртовићи, Сулјовићи и Мујовићи
|  |

| Демографија | Демографија | Демографија |
| Година      | Становника  | Становника  |
| ----------- | ----------- | ----------- |
| 1948.       | 689         |             |
| 1953.       | 777         |             |
| 1961.       | 829         |             |
| 1971.       | 658         |             |
| 1981.       | 591         |             |
| 1991.       | 622         | 616         |
| 2002.       | 518         | 603         |
| 2011.       | 411         |             |

| Етнички састав према попису из 2002.‍ | Етнички састав према попису из 2002.‍ | Етнички састав према попису из 2002.‍ | Етнички састав према попису из 2002.‍ | Етнички састав према попису из 2002.‍ |
| ------------------------------------ | ------------------------------------ | ------------------------------------ | ------------------------------------ | ------------------------------------ |
|                                      |                                      |                                      |                                      |                                      |
| Бошњаци                              | Бошњаци                              |                                      | 518                                  | 100,0%                               |
| непознато                            | непознато                            |                                      | 0                                    | 0,0%                                 |

| Година пописа     | 1948. | 1953. | 1961. | 1971. | 1981. | 1991. | 2002. |
| ----------------- | ----- | ----- | ----- | ----- | ----- | ----- | ----- |
| Број домаћинстава | 97    | 104   | 131   | 89    | 90    | 94    | 91    |

| Број чланова      | 1 | 2 | 3 | 4  | 5  | 6  | 7  | 8  | 9 | 10 и више | Просек |
| ----------------- | - | - | - | -- | -- | -- | -- | -- | - | --------- | ------ |
| Број домаћинстава | 3 | 7 | 5 | 12 | 12 | 22 | 13 | 12 | 1 | 4         | 5,69   |

| Пол    | Укупно | Неожењен/Неудата | Ожењен/Удата | Удовац/Удовица | Разведен/Разведена | Непознато |
| ------ | ------ | ---------------- | ------------ | -------------- | ------------------ | --------- |
| Мушки  | 192    | 89               | 91           | 9              | 2                  | 1         |
| Женски | 174    | 60               | 94           | 18             | 1                  | 1         |
| УКУПНО | 366    | 149              | 185          | 27             | 3                  | 2         |

| Пол    | Укупно                    | Пољопривреда, лов и шумарство | Рибарство                            | Вађење руде и камена | Прерађивачка индустрија       |
| ------ | ------------------------- | ----------------------------- | ------------------------------------ | -------------------- | ----------------------------- |
| Мушки  | 110                       | 97                            | 0                                    | 0                    | 2                             |
| Женски | 81                        | 78                            | 0                                    | 0                    | 0                             |
| УКУПНО | 191                       | 175                           | 0                                    | 0                    | 2                             |
| Пол    | Производња и снабдевање   | Грађевинарство                | Трговина                             | Хотели и ресторани   | Саобраћај, складиштење и везе |
| Мушки  | 0                         | 1                             | 1                                    | 1                    | 2                             |
| Женски | 0                         | 0                             | 0                                    | 0                    | 0                             |
| УКУПНО | 0                         | 1                             | 1                                    | 1                    | 2                             |
| Пол    | Финансијско посредовање   | Некретнине                    | Државна управа и одбрана             | Образовање           | Здравствени и социјални рад   |
| Мушки  | 0                         | 0                             | 0                                    | 5                    | 0                             |
| Женски | 0                         | 0                             | 0                                    | 3                    | 0                             |
| УКУПНО | 0                         | 0                             | 0                                    | 8                    | 0                             |
| Пол    | Остале услужне активности | Приватна домаћинства          | Екстериторијалне организације и тела | Непознато            | Непознато                     |
| Мушки  | 1                         | 0                             | 0                                    | 0                    | 0                             |
| Женски | 0                         | 0                             | 0                                    | 0                    | 0                             |
| УКУПНО | 1                         | 0                             | 0                                    | 0                    | 0                             |